# Xiccarph
Xiccarph es una colección de relatos cortos de fantasía realizados por Clark Ashton Smith. Las historias fueron originalmente publicadas en varios magazines de 1930, destacando Weird Tales. 

## Descripción
Xiccarph es un planeta, donde su personaje principal es Maal Dweb un brujo todopoderoso que es el amo del mismo y del sistema planetario en el que se encuentra. Se trata del ciclo de relatos más cortos de Smith, conociéndose solamente dos relatos del mismo.
Xiccarph, forma parte de un sistema planetario con tres soles, seis planetas y trece satélites. Los planetas de este sistema son por orden de proximidad a las estrellas Mornoth, Xiccarph, Ulassa, Nouph, Rhul y Votalp.

## Relatos
- "The Flower-Women" — Weird Tales, mayo de 1935

Edición española:
'Las mujeres-flor', incluido en Nueva Dimensión nº 76, Ediciones Dronte, Barcelona, 1.976.

- "The Maze of Maal Dweb" — Weird Tales, octubre de 1938

Edición española:
El laberinto de Maal Dweb, aparecido en Nueva Dimensión nº 76, Ediciones Dronte, Barcelona, 1.976.
El laberinto de Maal Dweb, incluido en Los mundos Perdidos, Editorial EDAF, colección Icaro/Selección, Madrid, 1.991.

- Datos: Q8044349